# Carlos Faruolo
Carlos Faruolo (Buenos Aires, Argentina, 1952) és un enginyer de so argentí establert a Espanya.
Va començar a treballar en el so al cinema als laboratoris argentins Phonalex el 1970, on va treballar en enregistrament de doblatge, efectes de sala i mescles de so i música. De 1974 a 1981 va treballar al cinema i la televisió de l'Argentina, va col·laborar amb els directors Raúl de la Torre, Leonardo Flavio i Sergio Renan, i entre 1977 i 1981 fou tècnic de mescles de Les Luthiers. El 1982 es va establir a Espanya. Va començar a destacar pel seu treball a Las bicicletas son para el verano i Los santos inocentes (1984). El 1985 col·laborà a TVE en alguns episodis de la huella del crimen.
Ha fundat les empreses de postproducció digital d'imatge Resonancia Postproducción SL i Avid. Protools. El 1989 va rebre el Goya al millor so pel seu treball a Berlín Blues de Ricardo Franco, i el tornaria a rebre el 1998 pel seu treball a Tango de Carlos Saura i el 2009 per Celda 211. També fou nominat al Goya el 1986 per El hermano bastardo de Dios, el 1987 per El pecador impecable, el 1989 per La noche oscura y Amanece que no es poco, el 1991 per Beltenebros, el 1993 per El pájaro de la felicidad, el 1995 per Boca a boca, el 1996 per Libertarias i El perro del hortelano, el 1999 per Solas i Goya en Burdeos, el 2007 per Las 13 rosas, el 2013 per La gran familia española. El 2008 va obtenir el Premi Mestre Mateo de l'Acadèmia Gallega Audiovisual al millor so per Os mortos van ás présas. A nivell internacional, el 2000 va obtenir el premi al millor so al Festival Internacional de Cinema de l'Havana per Un paraíso bajo las estrellas.
Ha treballat amb directors com Carlos Saura, Jaime Chávarri, Pilar Távora, Mario Camus, Manuel Gutiérrez Aragón, Jaime Camino, Vicente Aranda, Miguel Hermoso, Benito Zambrano, Ricardo Franco, Pilar Miró o Manuel Gómez Pereira 

## Filmografia
- Carmen (1983)
- Las bicicletas son para el verano (1984)
- Los santos inocentes (1984)
- La noche más hermosa (1984)
- La huella del crimen (Sis episodis, 1985)
- El hermano bastardo de Dios (1986)
- El bosque animado (1987)
- El pecador impecable (1987)
- Berlín Blues (1988)
- La noche oscura (1989)
- Amanece, que no es poco (1989)
- Beltenebros (1991)
- ¿Por qué lo llaman amor cuando quieren decir sexo? (1993)
- El pájaro de la felicidad (1993)
- Boca a boca (1995)
- Libertarias (1996)
- El perro del hortelano (1996)
- Tango (1998)
- Solas (1999)
- Goya en Burdeos (1999)
- Fugitivas (2000)
- Un paraíso bajo las estrellas (2000)
- La luz prodigiosa (2002)
- 7 vidas (34 episodis, 2004)
- Tadeo Jones (2004)
- Al filo de la ley (13 episodis, 2005)
- Las 13 rosas (2007)
- Celda 211 (2009)
- Os mortos van ás présas (2009)
- La gran familia española (2013)
- Tenemos que hablar (2016)
- El final del camino (sèrie de televisió, 2017)